# Carcelia sumatrensis
Carcelia sumatrensis là một loài ruồi trong họ Tachinidae.